# Santa Ana, Kalifornien
Santa Ana, största stad och huvudort i Orange County, Kalifornien. Den har 337 977 invånare (2000) på en yta av 71 km². En stor majoritet, 76%, av stadens befolkning är av latinamerikanskt ursprung.
Santa Ana grundades 1869 och blev stad 1886, med ett invånarantal på 2000 personer. 1889 blev staden huvudort i det då nybildade Orange County.